# Planostocha cumulata
Planostocha cumulata är en fjärilsart som beskrevs av Edward Meyrick 1907. Planostocha cumulata ingår i släktet Planostocha och familjen vecklare. Inga underarter finns listade i Catalogue of Life.